# Neo-aristotelisches Paradigma
|  | Dieser Artikel wurde in der Qualitätssicherung Philosophie eingetragen. Artikel, die sich als nicht relevant genug herausstellen oder mittelfristig kein hinreichend akzeptables Niveau erreichen, können schließlich auch zur Löschung vorgeschlagen werden. Bitte hilf mit, die inhaltlichen Mängel dieses Artikels zu beseitigen, und beteilige dich bitte an der Diskussion! Bitte entferne diesen Hinweis nicht ohne Absprache! |

Das neo-aristotelische Paradigma (die neo-aristotelische Meta-Ontologie) ist eines der grundlegenden Paradigmen der Meta-Ontologie in der analytischen Philosophie und stellt eine Weiterentwicklung der Ideen von Aristoteles dar.

## Geschichte
Das neo-aristotelische Paradigma stützt sich auf die Ideen von Aristoteles. Zu den wichtigsten Vertretern gehören Jonathan Schaffer und Kit Fine. Aristoteles selbst war auch „neo-aristotelisch“ in dem Sinne, dass er der Auffassung war, dass Entitäten aus verschiedenen ontologischen Kategorien unterschiedliche Grade an Fundamentalität aufweisen. Beispielsweise haben Substanzen den höchsten Grad an Fundamentalität, weil sie in sich selbst existieren. Eigenschaften hingegen sind weniger fundamental, weil sie für ihre Existenz von Substanzen abhängen.

## Position

### Zu den Kernthesen
Das neo-aristotelische Paradigma weist die orthodoxe ontologische Frage „Was gibt es?“ als zentral für die Ontologie zurück. Jonathan Schaffer und Kit Fine sind in dieser Hinsicht Permissivisten (Bedeutung in der Psychologie und Soziologie Duldung, Toleranz, akzeptierende Einstellung, durch die anderen Personen Freiheit im Handeln zugebilligt wird): So gut wie alle umstrittenen Entitäten sollen als existent anerkannt werden, wodurch die Beantwortung der Frage „Was gibt es?“ sehr einfach wird.

### Die Hauptfrage der Ontologie
Das neo-aristotelische Paradigma unterscheidet sich von anderen durch eine hierarchische Sicht auf die ontologische Struktur der Realität, in der verschiedene Kategorien des Seienden durch ein Verhältnis der ontologischen Priorität geordnet sind – das heißt, das Sein mancher Dinge hängt vom Sein grundlegender Entitäten ab. Für Schaffer und Fine ist dieses Verhältnis das sogenannte Fundamentieren (Grounding), weshalb sich die zentrale ontologische Frage in diesem Paradigma verändert: Anstelle der Frage „Was gibt es?“ wird die Frage „Was gründet worauf?“ gestellt. Der Begriff der Fundamentalität wird üblicherweise im Sinne des metaphysischen Gründens definiert. Fundamentale Entitäten unterscheiden sich von nicht-fundamentalen Entitäten, weil sie nicht in anderen Entitäten gründen. Beispielsweise wird manchmal angenommen, dass Elementarteilchen fundamentaler sind als die makroskopischen Objekte (wie Stühle und Tische), die sie bilden. Dies ist eine Behauptung über das Begründungsverhältnis zwischen mikroskopischen und makroskopischen Objekten. Ein Neo-Aristoteliker würde diese Behauptung als eine ontologische Behauptung kategorisieren.

### Ontologische Struktur
Die neo-aristotelische Meta-Ontologie lässt sich auch nach der Methode von Jonathan Schaffer klassifizieren, je nach ihrem Blick auf die ontologische (metaphysische) Struktur der Realität. Die neo-aristotelische Meta-Ontologie gehört zur Kategorie der geordneten Strukturen. Das heißt, das Ziel metaphysischer Forschung besteht darin, eine geordnete Hierarchie zu ermitteln, die sich ergibt aus: 1. einer Liste von Substanzen und 2. einer Liste von Fundamentierungsbeziehungen.

## Jonathan Schaffers Prioritätsmonismus (priority monism)
Jonathan Schaffers Prioritätsmonismus (priority monism) ist eine neuere Form der neo-aristotelischen Ontologie. Er vertritt die These, dass es auf der fundamentalsten Ebene nur ein Ding gibt: die Welt als Ganzes. Diese These leugnet nicht unsere Intuition des gesunden Menschenverstands, dass die verschiedenen Objekte, denen wir in unseren alltäglichen Angelegenheiten begegnen, wie Autos oder andere Menschen, existieren. Sie bestreitet nur, dass diese Objekte die fundamentalste Form der Existenz haben.